# Шампіньї-ан-Рошро
Шампіньї-ан-Рошро (фр. Champigny en Rochereau) — муніципалітет у Франції, у регіоні Нова Аквітанія, департамент В'єнна. Шампіньї-ан-Рошро утворено 1 січня 2017 року шляхом злиття муніципалітетів Шампіньї-ле-Сек i Ле-Рошро. Адміністративним центром муніципалітету є Шампіньї-ле-Сек. Населення — 1914 осіб (01.01.2021).